# Nathalie Cely
Saskia Nathalie Cely Suárez (Portoviejo, 28 de diciembre de 1965) es una economista y política ecuatoriana. Se desempeñó como embajadora de Ecuador en Estados Unidos.

## Biografía
En 1990, obtuvo una licenciatura en economía por la Universidad Católica de Guayaquil.
Desde mayo de 2009 hasta noviembre de 2011, Cely sirvió como Ministra de Coordinación de la Producción, Empleo y Competitividad. Antes se había desempeñado como Ministra de Coordinación de Desarrollo Social de Ecuador desde marzo de 2007 hasta abril de 2009.
Cely anteriormente fue presidenta de Edúcate, una fundación de educación, y ejecutiva de Stratega, un grupo de trabajo con empresas sostenibles.
Con una subvención del Banco Interamericano de Desarrollo, asistió a la Universidad de Harvard, en la Escuela de Gobierno John F. Kennedy, graduándose en 2001 con una maestría en Administración Púiblica, y un Diploma en Políticas Públicas. También fue doctorando en la Facultad Latinoamericana de Ciencias Sociales.

## Honores
- Condecoración de "Gran Cruz de Chile" - otorgado por la embajada de Ecuador en Chile, 18 de noviembre de 2009
- "Mujer del año 2001" - otorgado por la Casa de la Cultura de Portoviejo, 10 de marzo de 2011